# Siksjö (naturreservat)
Siksjö är ett naturreservat beläget nordost om bebyggelsen Siksjö i Åsele kommun i Västerbottens län.
Området är naturskyddat sedan 2006 och är 132 hektar stort. Reservatet omfattar en del av södersluttningen av Tallberget och består av gammal granskog.